# Nicholas Krawciw

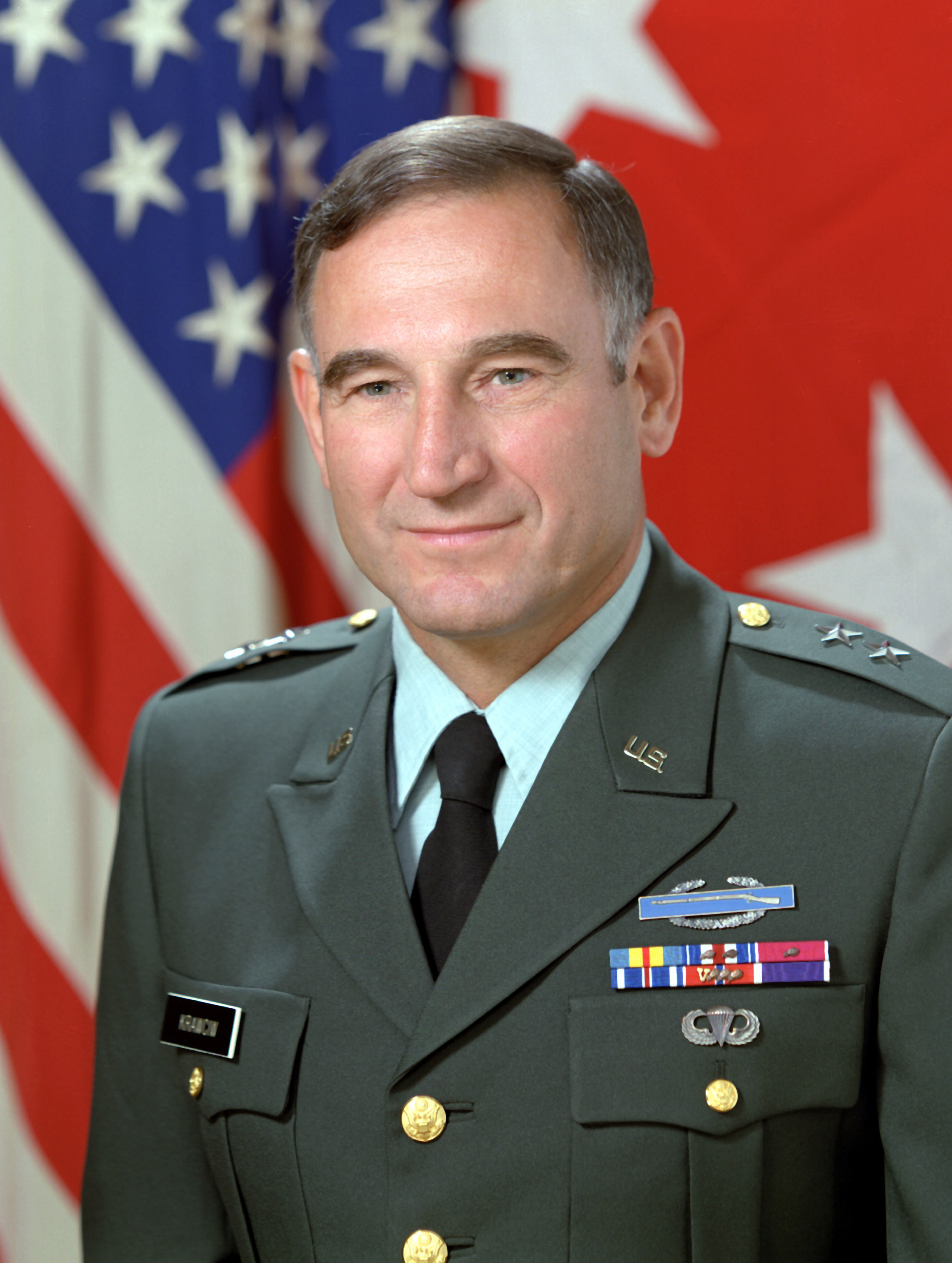
Nicholas Stephen Hordij Krawciw (1987)

Nicholas Stephen Hordij Krawciw (* 28. November 1935 in Lwiw, damals Polen, heute Ukraine; † 29. November 2021 in Fort Belvoir, Fairfax County, Virginia) war ein Generalmajor der United States Army. Er war unter anderem Kommandeur der 3. Infanteriedivision.
Nicholas Krawciw wurde im damals polnischen Lwiw (deutsch: Lemberg) geboren. Während des Zweiten Weltkriegs gelangte er mit seiner Familie nach Deutschland. Im Jahr 1949 übersiedelte die Familie in die Vereinigten Staaten. Dort lebte er in einem Stadtteil von Philadelphia in Pennsylvania mit vorwiegend ukrainisch-stämmigen Einwohnern.
Er besuchte zunächst das Bordentown Military Institute in New Jersey. In den Jahren 1955 bis 1959 durchlief er die United States Military Academy in West Point. Nach seiner Graduation wurde er als Leutnant den Panzereinheiten zugeteilt. In der Armee durchlief er anschließend alle Offiziersränge vom Leutnant bis zum Zwei-Sterne-General.
In seinen jüngeren Jahren absolvierte er den für Offiziere in den niederen Rangstufen üblichen Dienst in verschiedenen Einheiten und Standorten. In den 1960er Jahren war er zwei Mal im Vietnamkrieg eingesetzt, wo er schwer verwundet wurde. Zwischenzeitlich gehörte er der Fakultät der Militärakademie in West Point an.
Im Jahr 1972 wurde Krawciw in den Nahen Osten versetzt, wo er dem Stab der United Nations Truce Supervision Organization angehörte. In seine dortige Zeit fiel der Jom-Kippur-Krieg. Daran schloss sich im Jahr 1974 eine Versetzung nach Deutschland an, wo er zunächst eine Schwadron des 2. Kavallerieregiments kommandierte, das de facto eine Panzereinheit war. Danach gehörte er für einige Zeit dem Stab von USAREUR in Heidelberg an.
Danach war er ein Jahr lang Mitglied der Denkfabrik Hoover Institution an der Stanford University. Daran schloss sich eine Versetzung zum Stab des United States Army Training and Doctrine Commands an. Dort leitete er die Abteilung zur Entwicklung neuer Konzepte und Kampfmethoden (director of concepts and doctrine in combat development). Seine dort entwickelten Vorschläge wurden teilweise in das Heereskonzept integriert und waren bei späteren Militäreinsätzen hilfreich.
Im Jahr 1979 übernahm Krawciw bis 1981 das Kommando über die 1. Brigade der 3. Panzerdivision die in Deutschland stationiert war. Daran schlossen sich verschiedene Verwendungen als Stabsoffizier im Pentagon an. Dazu gehörte auch das Verteidigungsministerium der Vereinigten Staaten. Von 1987 bis 1989 kommandierte er die in Würzburg stationierte 3. Infanteriedivision. Danach kehrte er in das amerikanische Verteidigungsministerium zurück, wo er bis 1990 die Abteilung für NATO-Belange (director of NATO policy) leitete. Im Juli 1990 schied er aus dem aktiven Militärdienst aus.
Nach seiner Pensionierung engagierte sich Nicholas Krawciw mit Billigung der amerikanischen Regierung für Belange der 1991 von Russland unabhängig gewordenen Ukraine. Da er aufgrund seiner Herkunft die Landessprache fließend beherrschte fiel es ihm nicht schwer sich verständlich zu machen. Für einige Zeit zog er sogar in das Land. Er war vor allem auf militärischem Gebiet tätig und half der Ukraine sein Militär nach westlichem Vorbild umzugestalten. Neben diesen Tätigkeiten war er auch zehn Jahre Präsident des Dupuy Institutes.
Nicholas Krawciw starb am 29. November 2021 in Fort Belvoir und wurde auf dem Friedhof der Militärakademie in West Point beigesetzt.

## Orden und Auszeichnungen
Nicholas Krawciw erhielt im Lauf seiner militärischen Laufbahn unter anderem folgende Auszeichnungen:
- Defense Distinguished Service Medal
- Army Distinguished Service Medal
- Silver Star
- Legion of Merit
- Bronze Star Medal
- Distinguished Flying Cross
- Air Medal
- Purple Heart
- Fletcher Nasewich Funeral Home